# Снігова скульптура

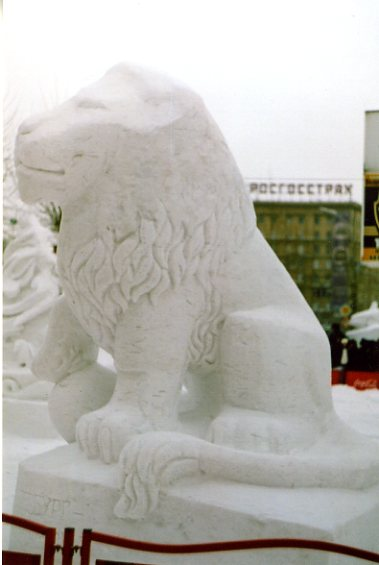
Сніговий лев

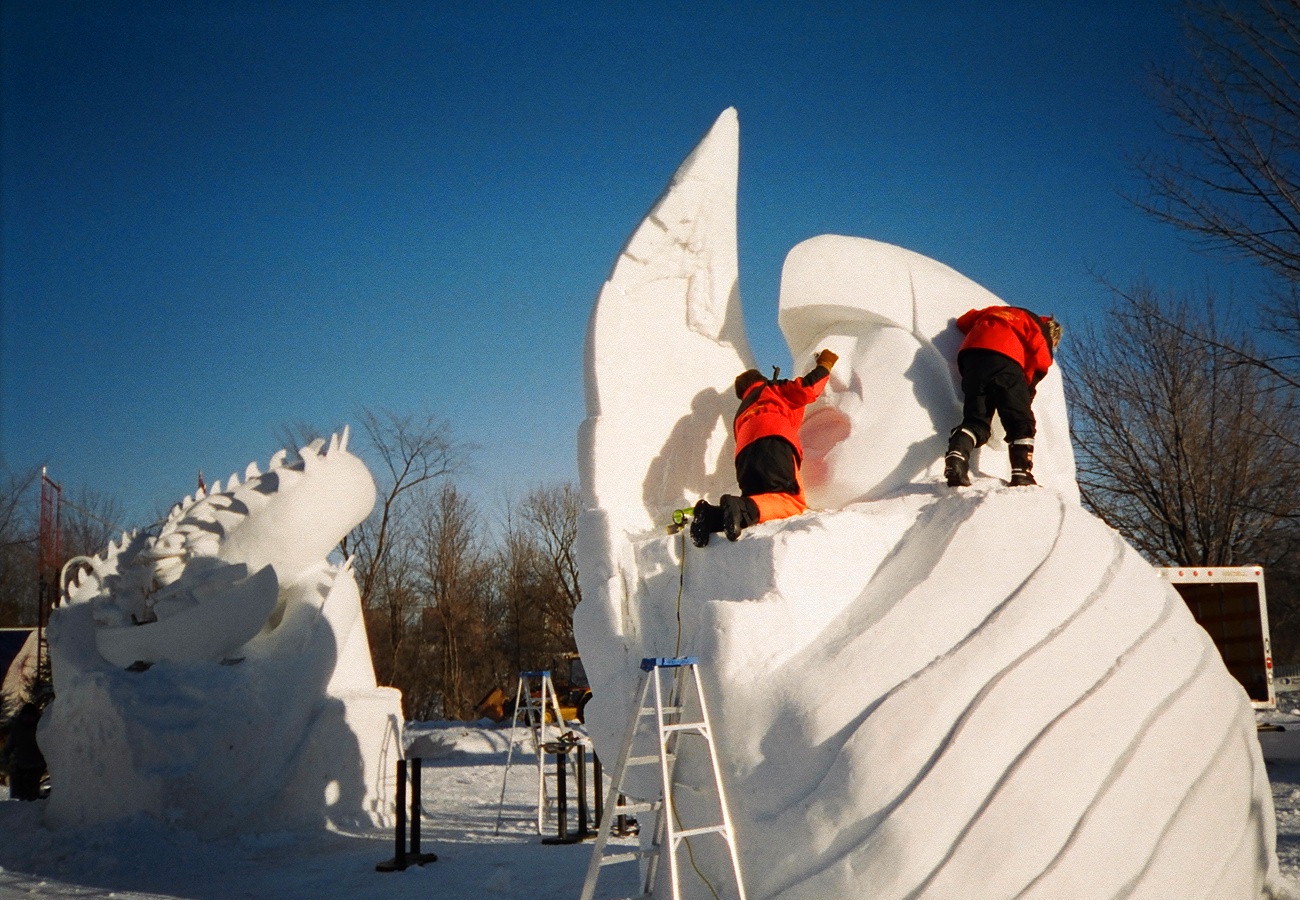
Створення снігової скульптури

Снігова скульптура — художня композиція, виконана зі снігу.
Для виготовлення снігової скульптури використовується як природний, так і штучно створений сніг. Блоки природного снігу випилюются вручну або за допомогою бензопилки (що набагато зручніше) з товстих пластів снігового покриву.
У природних умовах необхідної товщини сніг можна знайти, як правило, до кінця листопада - початку грудня. Штучний матеріал для скульптури можна отримати вже до початку зимового сезону. За допомогою барвників можна отримати сніг різних колірних відтінків. У сніг для художнього оформлення включають прямі вморожени різні предмети. Також для колірного оформлення використовують різні види підсвічування.
Для художньої різання використовуються різні інструменти. На створення композиції або скульптури в залежності від розмірів йде як правило від 3-4 годин до декількох днів.
У ряді міст північної півкулі таких як Новосибірськ, Харбін, взимку проводять фестивалі крижаних і снігових скульптур. На яких створюють десятки а то і сотні статуй і композицій.
Снігові композиції при мінусових температурах здатні зберігатися практично вічно, а досить великі снігові скульптури як правило спокійно витримують 1 місяць взимку на відкритому повітрі, а при належному догляді здатні простояти на вулиці 2-3 місяці.

## Фестивалі снігових і льодових скульптур
- Зимовий фестиваль Вінтерлюд (Канада)
- Харбінський міжнародний фестиваль льоду і снігу (Китай)
- Сніговий фестиваль в Саппоро (Японія)